# ۲۸۸۸
۲۸۸۸ فیلمی ایرانی به کارگردانی و نویسندگی کیوان علی‌محمدی و علی‌اکبر حیدری و تهیه‌کنندگی علیمحمدی محصول سال ۱۴۰۰ است. این فیلم در چهلمین دوره جشنواره فیلم فجر به نمایش درآمد.
نام این سینمایی از مدت زمان جنگ تحمیلی (۲۸۸۸ روز) گرفته شده است.

## خلاصه داستان
بیژن افسر کنترل شکاری در اتاق تاریک عملیات در انتظار بازگشت عباس دوران و محمود اسکندری دو خلبان هواپیماهای اف۴ است که برای بمباران به بغداد حمله کرده‌اند. برای لو نرفتن عملیات، بیژن باید سکوت رادیویی را حفظ کند.

## بازیگران

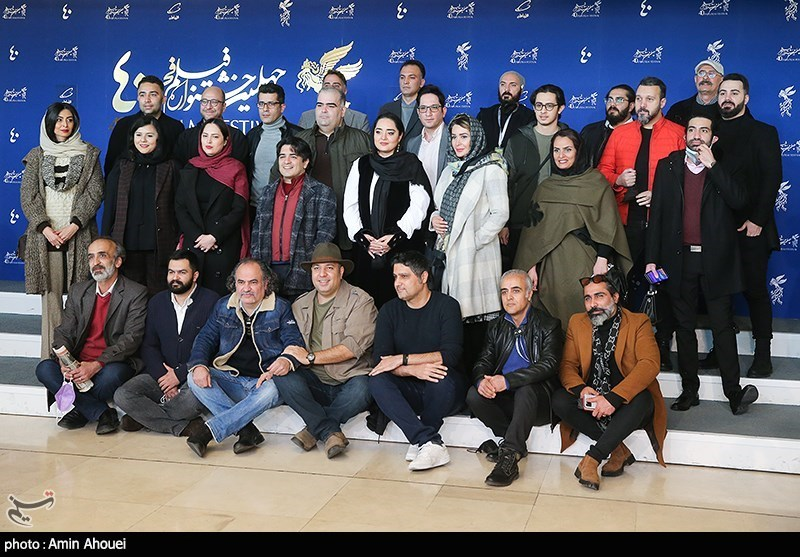
عوامل فیلم ۲۸۸۸ در نهمین روز از چهلمین جشنواره فیلم فجر

- هادی حجازی‌فر
- حمیدرضا پگاه
- حامد کمیلی
- کامبیز دیرباز
- امین حیایی
- سام درخشانی
- کوروش تهامی
- احمد مهران‌فر
- رضا یزدانی
- کامران تفتی
- سعید چنگیزیان
- رامین ناصرنصیر
- کاظم سیاحی
- میلاد رحیمی
- رضا آفتابی
- هومن علایی